# Yoncaağaç, Mustafakemalpaşa
Yoncaağaç là một xã thuộc huyện Mustafakemalpaşa, tỉnh Bursa, Thổ Nhĩ Kỳ. Dân số thời điểm năm 2011 là 170 người.